# 艾因西莱姆
艾因西莱姆（馬爾他語發音：[ɐɪ̯nˈsɪːlɛm]，意为“宁静之泉”）是马耳他戈佐岛东南海岸线上的市镇，辖区范围还包括了整个科米诺岛。市镇面积为7.2平方公里，截至2014年3月，艾因西莱姆有常住人口3200人。